# Terremoto dello Shaanxi del 1556
Il terremoto dello Shaanxi (s=华县大地震|p=Huàxiàn Dàdìzhèn), o terremoto della Contea di Hua (嘉靖關中大地震) o terremoto di Jiajing (c=嘉靖大地震|p=Jiājìng Dàdìzhèn), è il più grave terremoto documentato per numero di vittime, circa 830.000.

Avvenne la mattina del 23 gennaio 1556 nella provincia di Shaanxi, in Cina. Furono colpite dal sisma più di 97 contee nelle province di Shaanxi, Shanxi, Henan, Gansu, Hebei, Shandong, Hubei, Hunan, Jiangsu e Anhui. Un'area larga circa 900 km fu distrutta e in alcune contee il 60% della popolazione rimase ucciso. La maggior parte della popolazione a quel tempo viveva in caverne artificiali, le yaodong, scavate nel loess (rocce di quarzo, feldspato e mica, molto friabili), molte delle quali crollarono durante il disastro causando per questo motivo il più alto numero di vittime da terremoto nella storia.

## Il terremoto
Il catastrofico terremoto avvenne durante il regno dell'Imperatore Jiajing della dinastia Ming e per questo nelle fonti cinesi viene ricordato anche come "terremoto di Jiajing" (c=嘉靖大地震|p= Jiājìng Dàdìzhèn).
Stime moderne basate su dati geologici attribuiscono al terremoto una magnitudo 8 (scala Richter), equivalente a un miliardo di tonnellate di TNT.
Nonostante sia il primo terremoto e il quinto disastro naturale in assoluto per numero di vittime, ci sono stati terremoti con magnitudo maggiore. Le scosse di assestamento continuarono numerose per sei mesi. L'epicentro fu nella Contea di Hua vicino al Monte Hua nello Shaanxi.
Negli annali cinesi viene descritto così:
Il terremoto danneggiò gravemente la foresta di Stele. Delle 114 stele, 40 furono rotte dal terremoto.
Lo studioso Qin Keda sopravvisse al terremoto e ne registrò i dettagli. Le sue conclusioni furono che "all'inizio del terremoto, la gente nelle case non dovrebbe uscire subito. Bisogna sdraiarsi a terra e aspettare la fortuna. Se anche il nido crolla, alcune uova possono rimanere intatte." Questo potrebbe indicare che molte persone siano state uccise nella fuga mentre avrebbero potuto sopravvivere rimanendo ferme.
Le scosse ridussero l'altezza della Piccola Pagoda dell'Oca Selvatica a Xi'an da 45 a 43,4 m.

## Le caverne di Loess
Milioni di persone vivevano in caverne artificiali nell'area dell'altopiano del Loess. Loess è il nome del suolo friabile depositato dal vento sul plateau nel corso dei secoli. L'argilla di loess si è formata in milioni di anni grazie al vento che porta la sabbia dal deserto del Gobi.
Il loess è un terreno molto soggetto ad erosione, suscettibile alle forze del vento e dell'acqua. Il Loess Plateau e il suo suolo polveroso coprono quasi tutte le province di Shanxi, Shaanxi, e Gansu e parte delle altre. Molta della popolazione viveva in caverne chiamate Yaodong scavate in questi monti.
Questa fu la causa principale dell'alto numero di vittime: il terremoto causò delle frane che distrussero le grotte.

## Danni
Il numero di vittime tramandato dalla tradizione è di 830.000. Il danno alle proprietà fu così grande da essere incalcolabile in termini moderni: un'intera regione della Cina venne distrutta e circa il 60% della sua popolazione ucciso.